# Gouttière (typographie)
Pour les articles homonymes, voir Gouttière et Colombelle.
La gouttière, ou colombelle, est, en typographie et en imprimerie, l'espace vertical séparant deux colonnes de texte justifié. 
L’usage veut que sa valeur soit la largeur des deux lettres, « mi », ou encore de quatre caractères moyens, et dépend donc du corps du caractère choisi. La gouttière peut ou non recevoir un filet vertical. La gouttière n’étant pas comme l’espace un élément matériel, elle est composée  d’interlignes de corps adéquats disposés verticalement, entre lesquelles on peut donc disposer un filet.
On a aussi employé le terme synonyme de colombelle, aujourd’hui tombé en désuétude. L’étymologie est l’ancien français, colombe, qui désignait une poutre, un poteau ou une colonne, et qui a également donné le mot colombage.
Les logiciels de traitement de texte et de PAO proposent des options de texte en colonnes et réglage des gouttières.